# Al-Hawija District
Al-Hawija District (arabiska: قضاء الحويجة) är ett distrikt i Irak.   Det ligger i provinsen Kirkuk, i den norra delen av landet, 230 km norr om huvudstaden Bagdad. Antalet invånare är 151 267.